# Moon Bloodgood

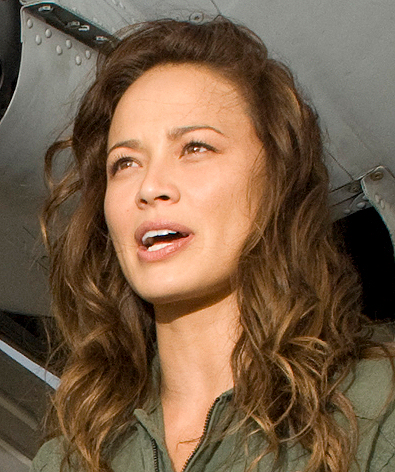
Moon Bloodgood (2008)

Moon Bloodgood (* 20. September 1975 in Anaheim, Kalifornien, als Korinna Moon Bloodgood) ist eine US-amerikanische Schauspielerin.

## Leben und Leistungen
Bloodgood wurde als Tochter eines US-Amerikaners mit niederländisch-irischer Abstammung und einer südkoreanischen Mutter geboren. Ihr Vater war in Korea stationiert, wo er ihre Mutter kennenlernte. Bloodgood war als Jugendliche Cheerleader bei den Los Angeles Lakers.
Bloodgood debütierte – nach ihrer Mitarbeit an einem Videospiel – 2002 in einer Folge der Fernsehserie Just Shoot Me – Redaktion durchgeknipst. In der Komödie Total verknallt in Tad Hamilton trat sie 2004 an der Seite von Kate Bosworth, Topher Grace und Josh Duhamel auf. Größere Rollen übernahm sie 2006 in dem Abenteuerfilm Antarctica – Gefangen im Eis, 2007 in dem Actionfilm Pathfinder – Fährte des Kriegers und 2009 in Terminator: Die Erlösung.
Die Zeitschrift Maxim listete Bloodgood 2005, 2006, 2007, 2009 und 2010 unter den Hot 100.
2007 hatte Bloodgood eine der Hauptrollen in der kurzlebigen Serie Journeyman – Der Zeitspringer als Olivia „Livia“ Beale neben Kevin McKidd. In der Fernsehserie Burn Notice war sie in drei Folgen der dritten Staffel in einer wiederkehrenden Rolle zu sehen.
Von Juni 2011 bis August 2015 war sie als Anne Glass in Steven Spielbergs Science-Fiction-Serie Falling Skies zu sehen.
Bloodgood war seit August 2011 bis 2018 mit Grady Hall verheiratet. Zusammen haben sie zwei Kinder, eine Tochter (* 2012) und einen Sohn (* 2015).

## Filmografie (Auswahl)
- 2002: Just Shoot Me – Redaktion durchgeknipst (Just Shoot Me!, Fernsehserie, Folge 7x04 Halloween? Halloween!)
- 2003: CSI: Den Tätern auf der Spur (CSI: Crime Scene Investigation, Fernsehserie, Folge 4x01 Ein sauberer Schnitt – Teil 1)
- 2004: Total verknallt in Tad Hamilton (Win a Date with Tad Hamilton!)
- 2005: So was wie Liebe (A Lot Like Love)
- 2005: Monk (Fernsehserie, Folge 3x12 Mr. Monk muss in den Wald)
- 2006: Antarctica – Gefangen im Eis (Eight Below)
- 2006–2007: Day Break (Fernsehserie, 13 Folgen)
- 2007: Pathfinder – Fährte des Kriegers (Pathfinder)
- 2007: Journeyman – Der Zeitspringer (Journeyman, Fernsehserie, 13 Folgen)
- 2008: Inside Hollywood (What Just Happened?)
- 2009: Street Fighter: The Legend of Chun-Li
- 2009: Terminator: Die Erlösung (Terminator Salvation)
- 2009: Burn Notice (Fernsehserie, 3 Folgen 3x02–3x04)
- 2010: Human Target (Fernsehserie, Folge 1x10 Tanarak)
- 2010: Beautiful Boy
- 2010: Faster
- 2010: Bedrooms
- 2011: Conception
- 2011–2015: Falling Skies (Fernsehserie, 48 Folgen)
- 2012: The Sessions – Wenn Worte berühren (The Sessions)
- 2013: 20 Minutes – The Power of Few (The Power of Few)
- 2017–2018: Code Black (Fernsehserie, 13 Folgen)
- 2019–2020: Navy CIS: L.A. (NCIS: Los Angeles, Fernsehserie)
- 2022: Magnum P.I. (Fernsehserie, Folge 4x13 Judge Me Not)
- 2024: Detained